# Robert Barro
Robert Joseph Barro (sinh 28 tháng 9 năm 1944) là một nhà kinh tế học Mỹ, đại biểu của trường phái kinh tế học tân cổ điển mới, là một trong 10 nhà kinh tế học xuất sắc nhất thế giới hiện nay theo đánh giá của dự án RePEc.
Barro sinh năm 1944 tại thành phố New York. Vào đại học, ông theo đuổi ngành vật lý và có bằng cử nhân về ngành này tại Học viện kỹ thuật California vào năm 1965. Tuy nhiên, sau đó ông chuyển sang nghiên cứu về kinh tế học và lấy bằng tiến sĩ kinh tế học tại Đại học Harvard vào năm 1970. Học xong, Barro ở lại trường làm giảng viên. Ông bắt đầu nổi tiếng từ năm 1974 khi công bố nghiên cứu "Are Government Bonds Net Wealth?" trong đó ông lý luận rằng việc chính phủ phát hành công trái để kích cầu chưa chắc đã có tác dụng như ý vì các cá nhân sẽ tiết kiệm hơn để cho con cái mình về sau có tiền đóng thuế khi nhà nước tăng thuế trong tương lai để trả nợ công trái phát hành hiện tại. Sau này, ông liên tục có những đóng góp xuất sắc về học thuật cho kinh tế học vĩ mô. Những nghiên cứu của ông thuộc vào loại được tham khảo và trích dẫn nhiều nhất.
Các giáo trình và sách do ông công bố cũng thuộc vào hàng những tài liệu hay được sử dụng nhất ở các khoa kinh tế, nhất là ở bậc sau đại học.